# El rostro de la venganza
 (срп. Лице освете) америчка је теленовела, продукцијске куће Телемундо, снимана 2012.

## Синопсис
Након што је већи део живота провео у затвору, плаћајући казну за злочин који није починио, тридесетогодишњи Дијего Мерседес Караско излази на слободу. Како би се заштитио од опасне прошлости, под новим идентитетом покушава да започне нови живот. Уз помоћ своје психолошкиње Антоније Виљароел и заштитника Есекијела Алварада, у коме види очинску фигуру, Дијего добија нову шансу и постаје Мартин Мендес.
Антонија и Мартин започињу везу, и она га учи животу и љубави. Како њена љубав према Мартину постаје све јача, Антонија се упушта у потрагу за истином која се скрива иза онога што се догодило пре 20 година. Одлучна да докаже Мартинову невиност, сазнаје и више него што би смела, због чега ће бити прунуђена да плати високу цену. Мартин покушава да прикупи доказе, поврати сећање и сазна прави узрок кобне трагедије која је оставила болне трагове на његов живот. Додатни подстицај за осветом придодаје и освета његове вољене.

## Ликови
- Мартин (Давид Чокаро) - Мартин Мендез име је иза кога се крије Дијего Меркадер, човек који је као дечак оптужен за страшни масакр у коме је страдало седморо деце. Излазак "дечака-монструма" из затвора оживеће стару жеђ за осветом код неких људи, а Дијего ће, скривен иза новог идентитета, покушати да сложи све делиће слагалице из прошлости. Езекјел му помаже, али све ће бити доведено у питање када се младић заљуби у његову вереницу Маријану.

- Маријана (Елизабет Гутијерез) - Привлачна девојка, манекенка која потиче из сиромашне породице. Одмалена је знала да својом лепотом може да добије све што пожели. Упознаје богатог банкара Езекјела и без размишљања се упушта у везу са њим, незасито трошећи његов новац. Ипак, онај који ће пробудити страст у њој заправо је Езекјелов син Лусијано, са којим се упушта у забрањену везу. Међутим, страсну авантуру довешће у питање телохранитељ Мартин.

- Антонија (Марица Родригез) - Једна од најцењенијих психијатарки затворске њујоршке болнице, која је живот посветила задовољавању правде. Уз помоћ банкара Езекјела успева да ослободи Дијега из затвора, убедивши судију да младић не представља опасност по друштво. Проблем настаје када се она заљуби у њега и када јој, због трагања за информацијама о масакру, живот постане прави пакао.

- Езекјел (Саул Лисазо) - Углађени милионер, власник банке. Одрастао је у скромној породици, а све што има стекао је искључиво захваљујући свом труду. Након што због љубоморе уништи живот своје бивше супруге Лауре, упушта се у романсу да Маријаном сан Лукас, упркос великој разлици у годинама. Међутим, огромно неповерење доводи до тога да Езекјел унајми Мартина да све време пази на њу.

- Вероника (Ванда Дисидоро) - Млада новинарка, бивша ученица школе у којој се одиграо масакр. Жели да открије Дијегово уточиште, јер је увек хтела да се освети за смрт свог брата који је страдао у масакру, због чега је осмех заувек нестао са лица њених родитеља. Кад сазна да је "дечак-монструм" слободан, Вероника ће учинити све да га пронађе и представи га медијима као најгорег убицу икада.

- Лусијано (Ђонатан Ислас) - Згодни и амбициозни инжењер, који је увек био центар очевог живота. Док с једне стране одржава скривену везу са његовом вереницом Маријаном, са друге стране постаје дечко новинарке Веронике. Мартинов долазак у њему ће изазвати бес и завист, јер осећа да Езекјел гаји посебну наклоност према младићу. Због тога ће урадити све да га уништи и удаљи од своје породице.

- Маркос (Рафаел Леон) - Искомплексирани самац, студирао је неколико факултета, али ниједан није завршио, баш као што није успео ни у једном започетом послу. Због тога се одаје дроги - скупом пороку који не може сам да исфинансира. Страст у њему пробудиће братова девојка Вероника, новинарка која га је оставила без даха чим ју је угледао.

## Глумачка постава

### Главне улоге
| Глумац:            | Улога:                                |
| ------------------ | ------------------------------------- |
| Давид Чокаро       | Дијего Мерседес Караско Мартин Мендес |
| Марлен Фавела      | Алисиjа Ферер Ева Саманјего           |
| Саул Лисазо        | Есекијел Алварадо                     |
| Елизабет Гутијерез | Маријана Сан Лукас                    |
| Марица Родригез    | Антонија Виљароел                     |

### Споредне улоге
| Глумац:               | Улога:                                               |
| --------------------- | ---------------------------------------------------- |
| Ђонатан Ислас         | Лусијано Алварадо                                    |
| Фелисија Меркадо      | Валерија Саманјего                                   |
| Роберто Матеос        | Федерико Саманјего                                   |
| Габријела Риверо      | Лаура Круз / Франциска                               |
| Едуардо Серано        | Хуан Меркадер                                        |
| Ребека Марикез        | Соња Кастро                                          |
| Кимберли Дос Рамос    | Катерина Алварадо                                    |
| Хосе Гиљермо Кортинес | Алекс Малдонадо                                      |
| Синтија Олаварија     | Дијана Меркадер                                      |
| Жаклин Маркез         | Тања Стуардо                                         |
| Ванда Дисидро         | Вероника Баеза                                       |
| Дајана Гароз          | Каролина Пинто                                       |
| Палома Маркез         | Наталија Гарсија                                     |
| Чела Аријас           | Елијана Алварадо                                     |
| Марта Михарес         | Мануела Круз                                         |
| Хектор Фуентес        | Салвадор Касас                                       |
| Рафаел Леон           | Маркос Алварадо                                      |
| Кристијан Карабијас   | Омар Меркадер                                        |
| Вилијам Валдез        | Мигел Анхел Саманијего                               |
| Хорхе Едуардо Гарсија | Хуанито Меркадер Дијего Мерседес Караско (као дечак) |
| Џина Велез            | Марсела Љанос                                        |
| Ивана Родригез        | Адела                                                |
| Алма Матресито        | Пенелопе Магаљанес                                   |
| Ана Каролина Грахалес | Роберта Ди Монте                                     |
| Хуан Сепро            | Данијел Виљароел                                     |
| Густаво Педраза       | Хорхе Кастиљо                                        |
| Марсела Суарез        | Тања Стуардо (као девојчица)                         |
| Џина Родригез         | Дијана Меркадер (као девојчица)                      |
| Емили Алварадо        | Каролина Пинто (као девојчица)                       |
| Иван Ернандез         | Фелипе Риос                                          |